# Iniistius
Iniistius – rodzaj ryb okoniokształtnych z rodziny wargaczowatych.

## Klasyfikacja
Gatunki zaliczane do tego rodzaju:
| - Iniistius aneitensis - Iniistius auropunctatus - Iniistius baldwini - Iniistius bimaculatus - Iniistius celebicus - Iniistius cyanifrons - Iniistius dea - Iniistius evides - Iniistius geisha - Iniistius griffithsi | - Iniistius jacksonensis - Iniistius melanopus - Iniistius naevus - Iniistius pavo - Iniistius pentadactylus - Iniistius spilonotus - Iniistius trivittatus - Iniistius twistii - Iniistius umbrilatus - Iniistius verrens |

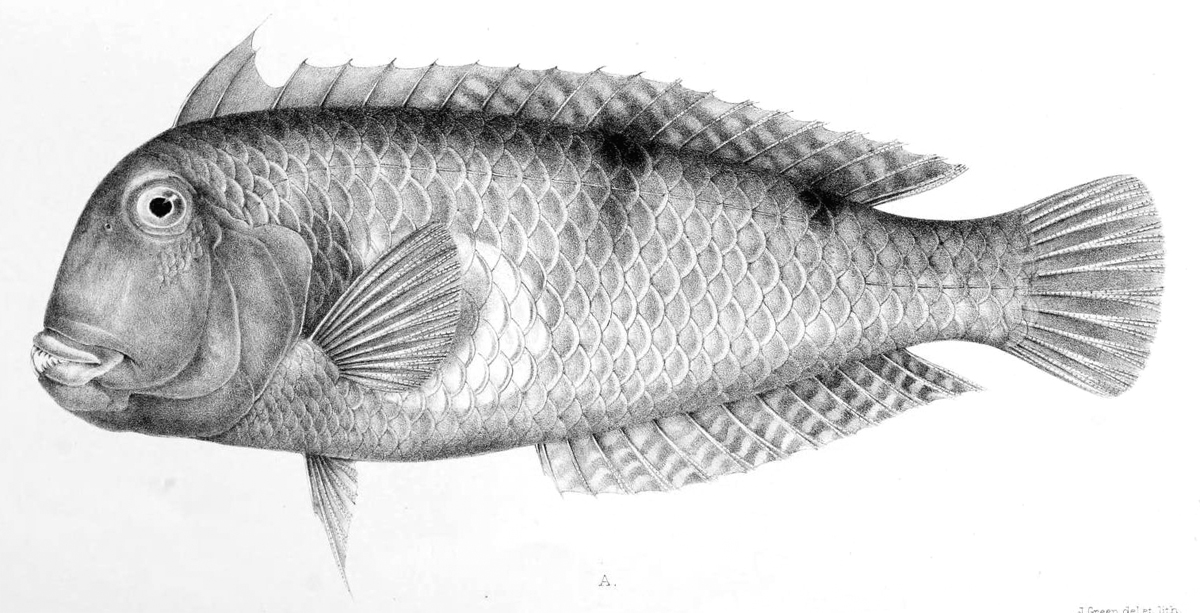
Iniistius aneitensis
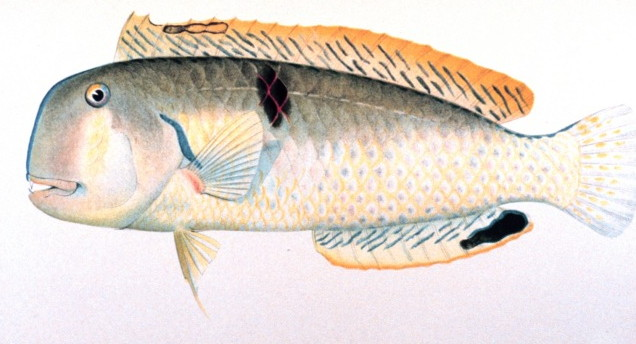
Iniistius baldwini
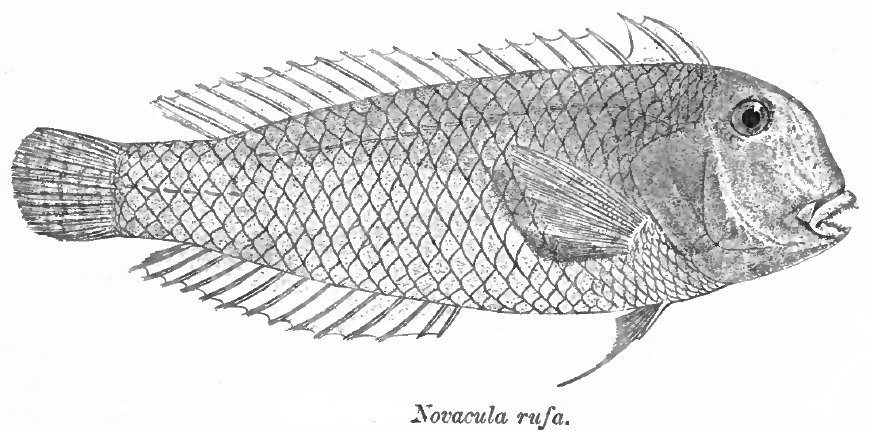
Iniistius cyanifrons
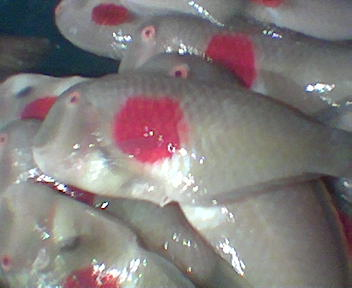
Iniistius twistii